# AFC Champions League 2015 - Fase a eliminazione diretta
La fase a eliminazione diretta della AFC Champions League 2015 si gioca dal 19 maggio al 21 novembre 2015. A questa fase partecipano le 16 squadre che hanno superato la fase a gironi.

## Formato
Le 16 squadre qualificate si sfidano in un torneo a eliminazione diretta, con le squadre divise nelle due zone (Asia Occidentale e Asia Orientale) fino alla finale. Ogni sfida si gioca su una logica andata-ritorno. Se al termine dei minuti regolamentari permane la parità, si procede secondo la regola dei gol fuori casa, i tempi supplementari e i tiri di rigore.

## Squadre partecipanti[2]
| Zona                          | Girone | Vincitore      | Seconda classificata    |
| ----------------------------- | ------ | -------------- | ----------------------- |
| Asia Occidentale (Gironi A–D) | A      | Lekhwiya       | Persepolis              |
| Asia Occidentale (Gironi A–D) | B      | Al-Ain         | Naft Tehran             |
| Asia Occidentale (Gironi A–D) | C      | Al-Hilal       | Al-Sadd                 |
| Asia Occidentale (Gironi A–D) | D      | Al-Ahli        | Al-Ahli                 |
| Asia Orientale (Gironi E–H)   | E      | Kashiwa Reysol | Jeonbuk Hyundai Motors  |
| Asia Orientale (Gironi E–H)   | F      | Gamba Osaka    | Seongnam FC             |
| Asia Orientale (Gironi E–H)   | G      | Beijing Guoan  | Suwon Samsung Bluewings |
| Asia Orientale (Gironi E–H)   | H      | Guangzhou E.   | FC Seoul                |

## Calendario[3]
| Turno            | Andata               | Ritorno              |
| ---------------- | -------------------- | -------------------- |
| Ottavi di finale | 19–20 maggio 2015    | 26–27 maggio 2015    |
| Quarti di finale | 25–26 agosto 2015    | 15–16 settembre 2015 |
| Semifinali       | 29–30 settembre 2015 | 20–21 ottobre 2015   |
| Finale           | 7 novembre 2015      | 21 novembre 2015     |

## Ottavi di finale
Negli ottavi di finale le vincenti i gironi sfidano le seconde classificate in una doppia sfida andata-ritorno con le vincenti i gironi a giocare il ritorno in casa. Gli accoppiamenti sono stati fatti secondo il seguente criterio:
Asia Occidentale
- vincente girone A vs. seconda classificata girone C
- vincente girone C vs. seconda classificata girone A
- vincente girone B vs. seconda classificata girone D
- vincente girone D vs. seconda classificata girone B

Asia Orientale
- vincente girone E vs. seconda classificata girone G
- vincente girone F vs. seconda classificata girone E
- vincente girone G vs. seconda classificata girone H
- vincente girone H vs. seconda classificata girone F

| Squadra 1               | Totale           | Squadra 2        | Andata           | Ritorno          |
| Asia Occidentale        | Asia Occidentale | Asia Occidentale | Asia Occidentale | Asia Occidentale |
| ----------------------- | ---------------- | ---------------- | ---------------- | ---------------- |
| Al-Sadd                 | 3 – 4            | Lekhwiya         | 1 – 2            | 2 – 2            |
| Persepolis              | 1 – 3            | Al-Hilal         | 1 – 0            | 0 – 3            |
| Al-Ahli                 | 3 – 3 (gfc)      | Al-Ain           | 0 – 0            | 3 – 3            |
| Naft Tehran             | 2 – 2 (gfc)      | Al-Ahli          | 1 – 0            | 1 – 2            |
| Asia Orientale          |                  |                  |                  |                  |
| Suwon Samsung Bluewings | 4 – 4 (gfc)      | Kashiwa Reysol   | 2 – 3            | 2 – 1            |
| Jeonbuk Hyundai         | 2 – 1            | Beijing Guoan    | 1 – 1            | 1 – 0            |
| FC Seoul                | 3 – 6            | Gamba Osaka      | 1 – 3            | 2 – 3            |
| Seongnam FC             | 2 – 3            | Guangzhou E.     | 2 – 1            | 0 – 2            |

### Andata
| Arbitro: | Valentin Kovalenko |

|                 |           |             |
| Kim Kee-Hee 13’ | Marcatori | 85’ Batalla |

| Arbitro: | Ammar Ali Aljneibi |

|                                |           |                            |
| Yeom Ki-Hun 1’ Jong Tae-Se 59’ | Marcatori | 12’ Barada 29’ 56’ Leandro |

| Arbitro: | Nagor Amir Noor Mohamed |

|                       |           |  |
| Digão 90+2’ (autogol) | Marcatori |  |

| Arbitro: | Ravshan Irmatov |

|               |           |                      |
| Al Haidos 37’ | Marcatori | 13’ Soria 36’ Msakni |

| Arbitro: | Torki Mohsen |

|                                       |           |                 |
| Jorginho 23’ Kim Do-Heon 90+5’ (rig.) | Marcatori | 42’ Huang Bowen |

| Arbitro: | Mohanad Qasim Eesee Sarray |

|                  |           |                            |
| Yun Ju-Tae 90+2’ | Marcatori | 63’ 86’ Usami 74’ Yonekura |

| Arbitro: | Yudai Yamamoto |

|            |           |  |
| Rezaei 34’ | Marcatori |  |

| Dubai 20 maggio 2015, ore 19:45 UTC+4 | Al-Ahli      | 0 – 0 referto | Al-Ain | Al-Rashid Stadium (8 900 spett.)\| Arbitro: \| Ko Hyung-Jin \| |
| Arbitro:                              | Ko Hyung-Jin |               |        |                                                                |

### Ritorno
| Arbitro: | Nawaf Shukralla |

|               |           |                                  |
| Kobayashi 65’ | Marcatori | 26’ Jong Tae-Se 54’ Koo Ja-Ryong |

| Arbitro: | Mohammed Abdulla Hassan Mohamed |

|  |           |         |
|  | Marcatori | 73’ Edu |

| Arbitro: | Masaaki Toma |

|                         |           |                           |
| Msakni 13’ Mohammad 83’ | Marcatori | 36’ Muriqui 63’ Assadalla |

| Arbitro: | Valentin Kovalenko |

|                                                     |           |  |
| Al-Salem 29’ Al-Shalhoub 57’ (rig.) Al-Dosari 90+1’ | Marcatori |  |

| Arbitro: | Alireza Faghani |

|                                |           |                      |
| Patric 16’ Kurata 45’ Lins 86’ | Marcatori | 58’ 90+2’ Yun Ju-Tae |

| Arbitro: | Ravshan Irmatov |

|                        |           |  |
| Goulart 27’ (rig.) 57’ | Marcatori |  |

| Arbitro: | Mohanad Qasim Eesee Sarray |

|                        |           |                           |
| Gyan 5’ 78’ Eisa 90+2’ | Marcatori | 51’ Khamis 53’ 56’ Khalil |

| Arbitro: | Kim Dong-Jin |

|                 |           |              |
| Al Soma 36’ 42’ | Marcatori | 31’ Padovani |

## Quarti di finale
Per il sorteggio degli accoppiamenti per i quarti di finale non ci sono teste di serie e squadre della stessa associazione possono affrontarsi.
| Squadra 1        | Totale           | Squadra 2        | Andata           | Ritorno          |
| Asia Occidentale | Asia Occidentale | Asia Occidentale | Asia Occidentale | Asia Occidentale |
| ---------------- | ---------------- | ---------------- | ---------------- | ---------------- |
| Al-Hilal         | 6 – 3            | Lekhwiya         | 4 – 1            | 2 – 2            |
| Naft Tehran      | 1 – 3            | Al-Ahli          | 0 – 1            | 1 – 2            |
| Asia Orientale   |                  |                  |                  |                  |
| Kashiwa Reysol   | 2 – 4            | Guangzhou E.     | 1 – 3            | 1 – 1            |
| Jeonbuk Hyundai  | 2 – 3            | Gamba Osaka      | 0 – 0            | 2 – 3            |

### Andata
| Arbitro: | Fahad Al-Mirdasi |

|          |           |                                              |
| Kudo 89’ | Marcatori | 5’ (autogol) Suzuki 40’ Paulinho 58’ Gao Lin |

| Arbitro: | Benjamin Williams |

|                                                |           |            |
| Aílton 11’ Al-Kaebi 34’ Carlos Eduardo 36’ 86’ | Marcatori | 17’ Msakni |

| Jeonju 26 agosto 2015, ore 19:00 UTC+9 | Jeonbuk Hyundai Motors       | 0 – 0 referto | Gamba Osaka | Jeonju World Cup Stadium (23 633 spett.)\| Arbitro: \| Mohd Amirul Izwan Bin Yaacob \| |
| Arbitro:                               | Mohd Amirul Izwan Bin Yaacob |               |             |                                                                                        |

| Arbitro: | Minoru Tōjō |

|  |           |          |
|  | Marcatori | 62’ Lima |

### Ritorno
| Arbitro: | Alireza Faghani |

|                 |           |               |
| Huang Bowen 30’ | Marcatori | 12’ Cristiano |

| Arbitro: | Ryuji Sato |

|                           |           |                              |
| Mohammad 45+3’ Flores 71’ | Marcatori | 26’ Carlos Eduardo 87’ Digão |

| Arbitro: | Mohammed Abdulla Hassan Mohamed |

|                                      |           |                              |
| Patric 14’ Kurata 76’ Yonekura 90+3’ | Marcatori | 13’ (rig.) Leonardo 88’ Vera |

| Arbitro: | Kim Jong-hyeok |

|                            |           |           |
| Lima 26’ Khalil 48’ (rig.) | Marcatori | 50’ Amiri |

## Semifinali
Anche per il sorteggio degli accoppiamenti per le semifinali non ci sono teste di serie e squadre della stessa associazione possono affrontarsi.
| Squadra 1        | Totale           | Squadra 2        | Andata           | Ritorno          |
| Asia Occidentale | Asia Occidentale | Asia Occidentale | Asia Occidentale | Asia Occidentale |
| ---------------- | ---------------- | ---------------- | ---------------- | ---------------- |
| Al-Hilal         | 3 – 4            | Al-Ahli          | 1 – 1            | 2 – 3            |
| Asia Orientale   |                  |                  |                  |                  |
| Guangzhou E.     | 2 – 1            | Gamba Osaka      | 2 – 1            | 0 – 0            |

### Andata
| Arbitro: | Valentin Kovalenko |

|            |           |          |
| Aílton 82’ | Marcatori | 57’ Lima |

| Arbitro: | Nawaf Shukralla |

|                               |           |                             |
| Huang Bowen 36’ Zheng Zhi 57’ | Marcatori | 13’ (autogol) Feng Xiaoting |

### Ritorno
| Arbitro: | Nawaf Shukralla |

|                                                   |           |                               |
| Lima 17’ Éverton Ribeiro 45’ Kwon Kyung-won 90+4’ | Marcatori | 51’ Aílton 64’ Carlos Eduardo |

| Osaka 21 ottobre 2015, ore 19:00 UTC+9 | Gamba Osaka | 0 – 0 referto | Guangzhou E. | Osaka Expo '70 Stadium (17 310 spett.)\| Arbitro: \| Chris Beath \| |
| Arbitro:                               | Chris Beath |               |              |                                                                     |

## Finale
La partita di andata si è giocata il 7 novembre 2015, quella di ritorno il 21 novembre.
| Squadra 1 | Totale | Squadra 2    | Andata | Ritorno |
| --------- | ------ | ------------ | ------ | ------- |
| Al-Ahli   | 0 - 1  | Guangzhou E. | 0 - 0  | 0 - 1   |

| Dubai 7 novembre 2015, ore 19:45 UTC+4 | Al-Ahli        | 0 – 0 referto | Guangzhou E. | Al-Rashid Stadium (9 480 spett.)\| Arbitro: \| Kim Jong-Hyeok \| |
| Arbitro:                               | Kim Jong-Hyeok |               |              |                                                                  |

| Arbitro: | Ravshan Irmatov |

|             |           |  |
| Elkeson 54’ | Marcatori |  |